# Linienmethode
Die vertikale Linienmethode (engl. method of lines, MOL) ist ein Verfahren zum Lösen (parabolischer) partieller Differentialgleichungen, bei welcher alle bis auf eine Dimension (üblicherweise die Zeitvariable) diskretisiert werden. Durch die Diskretisierung ergibt sich damit an Stelle der ursprünglichen partiellen Differentialgleichung ein System gewöhnlicher Differentialgleichungen, welches mit adäquaten Mitteln behandelt werden kann.
Von besonderem Interesse ist die numerische Version, auch „NMOL“ genannt. Hierbei erfolgt die Lösung des durch die Diskretisierung erhaltenen Systems gewöhnlicher Differentialgleichungen zum Beispiel durch die Anwendung von Ein- oder Mehrschrittverfahren, insbesondere Runge-Kutta-Verfahren. Diese Tatsache zeigt bereits die Grenzen der Einsatzmöglichkeiten dieses Verfahrens: Um Ein- oder Mehrschrittverfahren anwenden zu können, muss das sich nach der Diskretisierung ergebende Problem ein Anfangswertproblem erster Ordnung darstellen, was wiederum bedeutet, dass das ursprüngliche Problem in wenigstens einer Variablen ein Anfangswertproblem erster Ordnung sein muss.
Diesem Verfahren steht die horizontale Linienmethode gegenüber, welche besser unter dem Namen Rothe-Methode bekannt ist (benannt nach Erich Rothe). Die Idee bei der Rothe-Methode für parabolische Anfangs-Randwertprobleme besteht darin, zuerst eine Diskretisierung hinsichtlich der Zeit vorzunehmen, um somit das Problem direkt zu einem Anfangswertproblem im Funktionenraum umzuformulieren.

## Vertikale Linienmethode
Die Idee bei der (vertikalen) Linienmethode für parabolische Anfangs-Randwertprobleme besteht darin, zuerst eine Diskretisierung hinsichtlich der räumlichen Variablen und danach das resultierende Problem hinsichtlich der Zeit zu diskretisieren.
Im Fall einer konformen Approximation, sei {\displaystyle V:=H_{0}^{1}} (siehe Sobolev-Räume), {\displaystyle H:=L^{2}(\Omega )} (siehe Lp-Räume) und {\displaystyle u_{0}\in H}. Das verallgemeinerte Problem einer parabolischen Differentialgleichung bedeutet nun: Man finde ein {\displaystyle u\in W_{2}^{1}(0,T;V,H)} mit {\displaystyle u(0)=u_{0}\in H}, so dass:
{\displaystyle {\frac {d}{dt}}(u(t),v)+A(u(t),v)=(f(t),v)\quad \forall v\in V},
wobei {\displaystyle A(,)} eine beschränkte, V-elliptische Bilinearform auf {\displaystyle V\times V} und {\displaystyle f\in L_{2}(0,T;V^{*})} ist.
Wenn die räumliche Diskretisierung mit finiten Elementen erfolgt, dann erhalten wir für {\displaystyle V_{n}\subset V} (Finite-Element-Funktionenraum) das diskrete Problem:
{\displaystyle {\frac {d}{dt}}(u_{n}(t),v_{n})+A(u_{n}(t),v_{n})=(f(t),v_{n})\quad \forall v_{n}\in V_{n}},
wobei {\displaystyle u_{n}(0)=u_{n}^{0}} eine Approximation von {\displaystyle u_{0}{\mbox{ in }}V_{n}}.
Sei nun {\displaystyle \{\phi _{1}\ldots \phi _{n}\}} eine Basis von {\displaystyle V_{n}} und {\displaystyle u_{n}(x,t)=\sum _{i=1}^{N}c_{i}(t)\phi _{i}(x)}. Dann ergeben sich als Galerkingleichungen für das oben beschriebene diskrete Problem:
{\displaystyle \sum _{i=1}^{N}c_{i}'(t)(\phi _{i},\phi _{j})+\sum _{i=1}^{N}c_{i}(t)A(\phi _{i},\phi _{j})=(f(t),\phi _{j}),\,\forall j=1\ldots ,N},
mit {\displaystyle c_{i}(0)=\gamma _{i}^{0},{\mbox{ wobei }}u_{n}^{0}=\sum _{i=1}^{N}\gamma _{i}^{0}\phi (x)}.
Damit erhalten wir eine Differentialgleichung der Form
{\displaystyle D{\hat {c}}^{'}(t)+A{\hat {c}}(t)={\hat {f}}(t)},
wobei {\displaystyle D:=(d_{ij})} mit {\displaystyle d_{ij}=(\phi _{j},\phi _{i})}, {\displaystyle A:=(a_{ij})} mit {\displaystyle a_{ij}=A(\phi _{j},\phi _{i})} und {\displaystyle f_{j}=(f(t),\phi _{j})} bzw. {\displaystyle {\hat {c}}:=(c_{i})} und {\displaystyle {\hat {f}}:=(f_{i})}.

## Horizontale Linienmethode (Rothe-Methode)
Wir gehen wieder von der verallgemeinerten Form
{\displaystyle {\frac {d}{dt}}(u_{n}(t),v_{n})+A(u_{n}(t),v_{n})=(f(t),v_{n})\quad \forall v_{n}\in V_{n}},
mit {\displaystyle u(0)=u_{0}\in H} und {\displaystyle u\in W_{2}^{1}(0,T;V,H)} aus. Dann wird das Zeitintervall in {\displaystyle p} Teilintervalle mit der Gitterweite {\displaystyle \tau } zerlegt. Es sei diesmal {\displaystyle \phi _{i}} die Hütchenfunktion in der Zeit, das heißt bei einer zeitlichen Diskretisierung mit den Gitterpunkten {\displaystyle \{t_{0},\ldots ,t_{p}\}} gilt
{\displaystyle {\phi _{i}(t)}={\begin{cases}{\frac {t-t_{i-1}}{t_{i}-t_{i-1}}}&t\in [t_{i-1},t_{i})\\{\frac {t_{i+1}-t}{t_{i+1}-t_{i}}}&t\in [t_{i},t_{i+1})\\0&{\mbox{sonst}}\end{cases}}}.
Dann wird eine Näherung für {\displaystyle u(x,t)} beschrieben durch die Rothe-Funktion
{\displaystyle u^{\tau }(x,t)=\sum _{i=1}^{p}z_{i}(x)\phi _{i}(t)}.
Unter Verwendung des impliziten Eulerverfahrens löst man nun in jedem Zeitschritt das Ortsproblem
{\displaystyle \left({\frac {z_{i+1}-z_{i}}{\tau _{i}}},v\right)+A(z_{i+1},v)=(f_{i+1},v)},
wobei {\displaystyle \tau _{i}=t_{i+1}-t_{i}}. Auch die Verwendung anderer Integrationsverfahren ist möglich; da die Probleme jedoch meistens steif sind, sollte ein implizites Verfahren bevorzugt werden.